# Omphalodes cappadocica
Espèce
Classification phylogénétique
Omphalodes cappadocica est une espèce de plantes de la famille des Boraginacées originaire du Proche-Orient, principalement de Turquie.
Nom russe : Пупочник каппадокийский

## Position taxinomique et historique
Comme le genre, Omphalodes cappadocica fait partie de la sous-famille Boraginoideae.
Joseph Pitton de Tournefort décrit cette espèce sous le nom de Omphalodes orientalis cornifolio.
En 1798, Carl Ludwig von Willdenow en effectue la description sous le nom de Cynoglossum cappadocicum.
En 1818, Johann Georg Christian Lehmann, reprenant le nom de Tournefort, la décrit dans le genre Omphalodes : Omphalodes cornifolia Lehm..
En 1819, Johann Jakob Römer et Josef August Schultes la déplacent dans le genre Picotia : Picotia cappadocica (Willd.) Roem. & Schult..
Enfin, en 1846, Alphonse Pyrame de Candolle, à la suite de la description de Carl Ludwig von Willdenow, la transfère dans le genre Omphalodes : Omphalodes cappadocica (Willd.) A.DC.,.
Elle compte, en conséquence, plusieurs synonymes :
- Cynoglossum cappadocicum Willd.
- Omphalodes caucasica Brand (1908)[6]
- Omphalodes cornifolia Lehm.
- Omphalodes wittmanniana Steven (1851)
- Picotia cappadocica (Willd.) Roem. & Schult.

## Description
Il s'agit d'une plante herbacée vivace, de 20 à 25 centimètres de haut, formant une touffe stolonifère.
Les tiges, grêles, érigées, non ramifiées, portent des feuilles alternes, lancéolées vert-clair, minces, à une nervure centrale.
La floraison s'étend d'avril à juin.
Les fleurs sont bleues ou mauves à œillet blanc, de trois à douze en racème de cymes unipares hélicoïdes.
La corolle de la fleur est large de dix à quinze millimètres, une à deux fois plus longue que le calice.

## Distribution
Omphalodes cappadocica est originaire d'Asie mineure, principalement de Turquie et du Caucase (Abkhazie).
Son habitat est formé préférentiellement de zones humides et ombragées.
Elle est maintenant largement répandue dans l'ensemble des pays à climat tempéré comme plante ornementale. De nombreux horticulteurs la diffusent en France
De nombreuses variétés horticoles ont été sélectionnées, dont les principales sont :
- Omphalodes cappadocica 'Alba'
- Omphalodes cappadocica 'Anthea Bloom'
- Omphalodes cappadocica 'Blueberries and Cream'
- Omphalodes cappadocica 'Blue-eyed Mary'
- Omphalodes cappadocica 'Blue Rug'
- Omphalodes cappadocica Bridget Bloom'

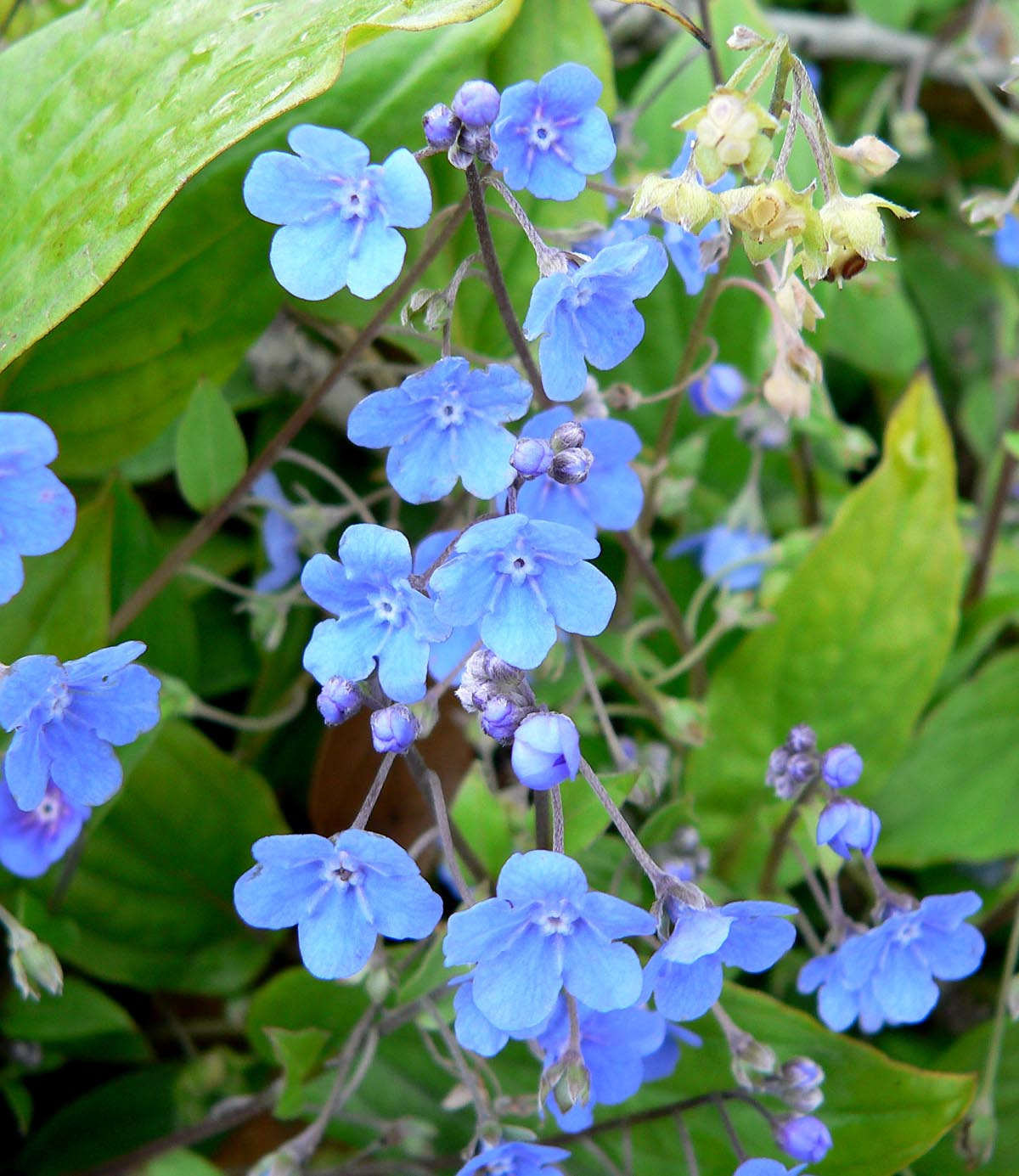
Fleurs

- Omphalodes cappadocica 'Cherry Ingram'
- Omphalodes cappadocica 'Kathryn'
- Omphalodes cappadocica 'Lilac Mist' (couleur rose)
- Omphalodes cappadocica 'Parisian Skies'
- Omphalodes cappadocica 'Starry Eyes'

- Fleurs